# Azazel
Azazel (Hebreeuws: עֲזָאזֵל, ‘ăzā’zel, betekenis onbekend) was oorspronkelijk mogelijk de naam van een plaats of (waarschijnlijker) de naam van een "in de woestijn wonende kakodemon [kwaadaardige demon]" of "vorst van de bokkendemonen".

## Jodendom
In de Hebreeuwse Bijbel komt Azazel voor in verband met een "bok die weggezonden wordt", vaak ook zondebok genoemd:
De bok die door het lot bestemd is voor Azazel moet levend voor de Heer blijven staan om verzoening mee te bewerken, en daarna de woestijn in worden gestuurd, naar Azazel.— Leviticus 16:10
Volgens het apocriefe Eerste boek van Henoch was Azazel de leider van de grigori, een groep van gevallen engelen die met sterfelijke vrouwen gemeenschap had, waaruit de reuzen voortkwamen, ook bekend als de Nefilim. Azazel was onder de grigori degene die de mensen het gebruik van wapens en cosmetica leerde. Zijn lessen creëerden zoveel onrecht dat God besloot alle leven op aarde te vernietigen in de zondvloed.
In de joodse traditie was Azazel volgens Abraham ibn Ezra, Maimonides en anderen een demon die in de wildernis huisde. Deze joodse traditie kreeg met name in Algerije en Marokko aanhang.
Volgens onder anderen de rabbijn Rasji was Azazel de naam van een klif.

## Occultisme
In het westers occultisme wordt de demonologie van Azazel gecultiveerd; in onder andere de Lemegeton (de kleine sleutels van Salomon), in Cornelius Agrippa's boek twee van zijn Occulte filosofie of Magie en in boek twee van De heilige magie van Abramelin wordt Azazel uitvoerig behandeld en omschreven als een van de vier Grote Ridders/Prinsen/Koningen (men is het niet eens over Azazels rang) die de kwartieren (windrichtingen) bewaken. Astrologisch wordt Azazel in deze geschriften gekoppeld aan de planeet Saturnus.
In het traditioneel satanisme wordt de naam Azazel vaak gebruikt, waarbij elementen van bovenstaande gebruikt worden.

## Uitdrukking
In modern Hebreeuws heeft azazel steeds een negatieve connotatie. Zo betekent 'ga naar azazel' zoiets als 'val dood'. Voorwerpen die naar 'azazel' zijn gegaan, zijn onherstelbaar kapot. En tijd, geld of moeite die naar 'azazel' gingen, zijn verloren.

## Doorwerking
In de film Fallen (1998) komt Azazel voor als een kwade geest die ronddoolt en van mens op mens overgaat door onderlinge aanraking, waarbij hij de persoon aanzet tot moord.